# Taye Taiwo
Taye Ismaila Taiwo (Lagos, 16 aprile 1985) è un ex calciatore nigeriano, di ruolo difensore.

## Carriera

### Club

#### Inizi in Nigeria
Taiwo ha iniziato a giocare nel Gabros International per poi passare nel 2004 al Lobi Stars. Con la squadra di Makurdi nel 2004 ha disputato la Nigerian Premier League, giocando 27 partite nelle quali ha segnato 8 gol.

#### Olympique Marsiglia
Nel gennaio 2005, diciannovenne, è stato acquistato dall'Olympique Marsiglia per 200.000 euro e dopo aver giocato 2 partite con la seconda squadra marsigliese nel CFA è stato aggregato alla prima squadra dal tecnico Philippe Troussier. Ha esordito nella Ligue 1 il 12 marzo 2005 nella partita casalinga vinta per 2-1 contro il Lens e dopo 4 presenze nella Ligue 1 2004-2005, già nell'annata 2005-2006 ha guadagnato la maglia da titolare della formazione francese. Il 16 luglio 2005 ha esordito nelle competizioni UEFA per club in Young Boys-Olympique Marsiglia (2-3), gara valida per il terzo turno della Coppa Intertoto 2005, trofeo che ha poi vinto con l'Olympique Marsiglia insieme al Lens e all'Amburgo. Il 14 agosto 2005, nella partita di campionato contro l'Olympique Lione, ha realizzato la prima rete con la maglia dell'OM segnando al 6' su calcio di punizione. Nel corso della stagione ha disputando la finale della Coppa di Francia 2005-2006, persa per 2-1 contro il Paris Saint-Germain, alla quale l'OM si era qualificato grazie anche a un gol su punizione di Taiwo nella semifinale contro il Rennes, con il pallone calciato ad una velocità di 130 km/h. Al termine della prima stagione intera a Marsiglia ha totalizzato 50 presenze e 4 gol.
Nella stagione 2006-2007 ha disputato in totale altre 50 partite, di cui 37 nella Ligue 1 (massimo personale) conclusa al secondo posto dietro al Lione, e ha segnato 4 reti. Nella stagione successiva ha collezionato 40 partite e 5 gol, esordendo anche in Champions League il 18 settembre 2007 contro il Beşiktaş. Sempre contro il Beşiktaş, nella gara di ritorno del 28 novembre 2007, ha segnato la prima rete nella massima competizione europea per club con un tiro da fuori area sugli sviluppi di un calcio d'angolo. Nella stagione 2008-2009 è stato schierato in campo in 52 occasioni, stabilendo così il record personale di partite disputate con la propria squadra di club in un'annata.
Nel 2009-2010 ha vinto la Ligue 1, dove ha totalizzato 27 presenze e 3 gol, e la Coppa di Lega francese, dopo aver battuto in finale il Bordeaux (3-1), unica partita disputata da Taiwo nel corso della manifestazione. Nella stagione seguente si è aggiudicato la Supercoppa di Francia contro il Paris Saint-Germain dopo i rigori, dove ha realizzato il primo delle serie, e la seconda Coppa di Lega francese personale, conquistata grazie a un suo gol che ha deciso il risultato di 1-0 nella finale contro il Montpellier.

#### Milan e prestiti a QPR e Dinamo Kiev

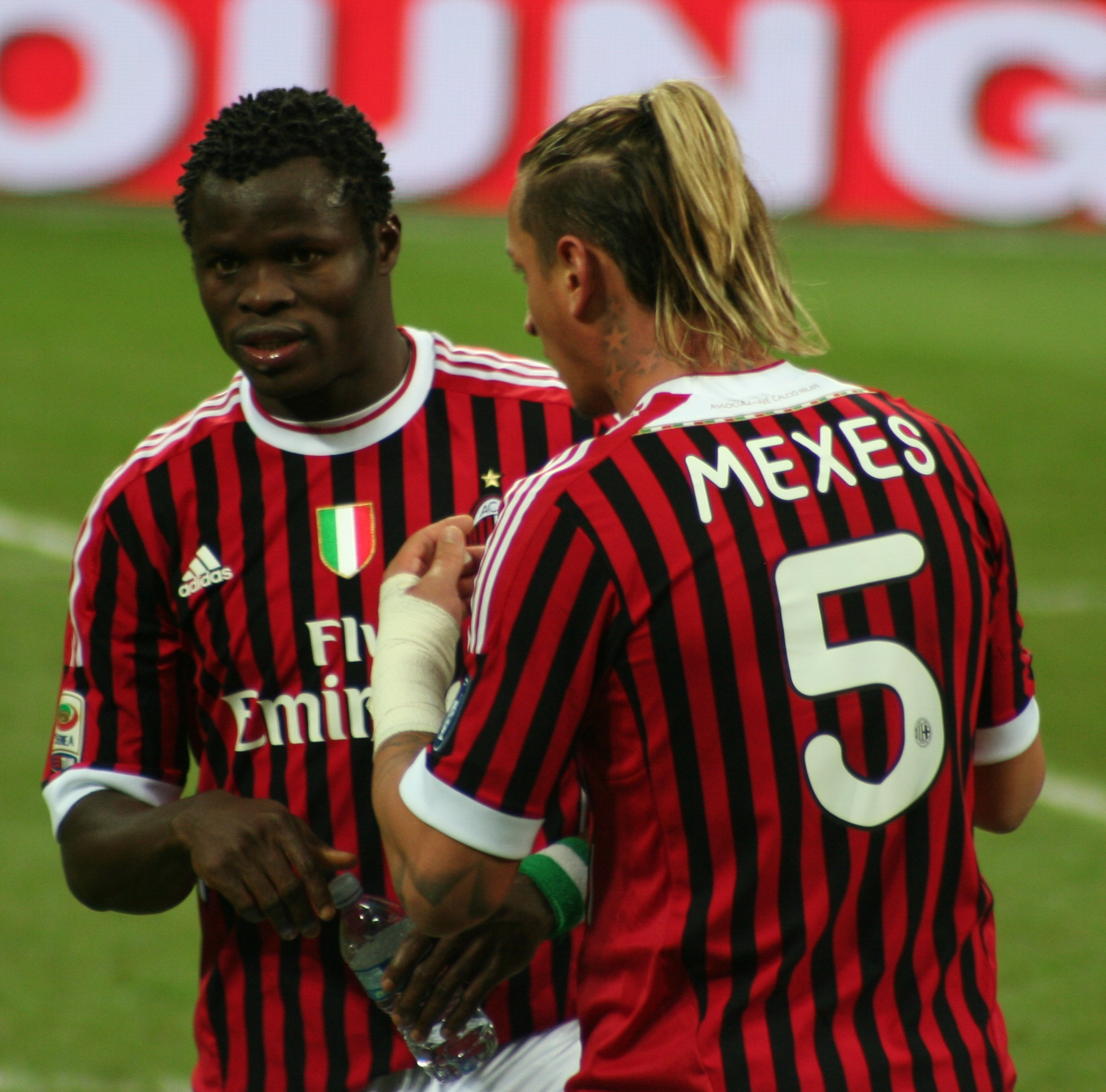
Taiwo con Mexès durante la partita Milan-, stagione 2011-2012

Nel 2011 Taiwo, in scadenza di contratto con l'Olympique Marsiglia, ha firmato per il Milan, dove si è trasferito a parametro zero. Ha esordito con la maglia rossonera il 24 settembre 2011 nella partita casalinga di Serie A contro il Cesena, vinta 1-0 dal Milan. Nei primi sei mesi della stagione 2011-2012 con il Milan ha disputato in totale 8 partite, equamente divise tra campionato e Champions League.
Il 24 gennaio 2012 è stato ufficializzato il suo passaggio in prestito al Queens Park Rangers fino al 30 giugno 2012. Ha esordito con il QPR il 1º febbraio seguente nella gara di campionato pareggiata per 2-2 in casa dell'Aston Villa. Terminato il prestito ha fatto ritorno al Milan.

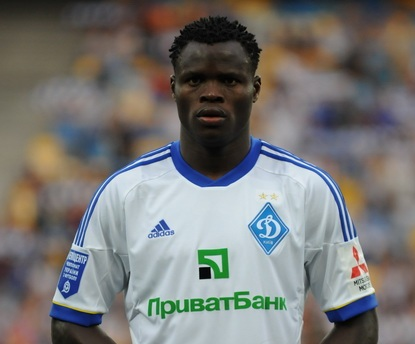
Taiwo con la maglia della Dinamo Kiev nell'agosto 2012

Il 31 luglio 2012 il difensore nigeriano è passato alla Dinamo Kiev, con la formula del prestito con diritto di riscatto. Con la squadra ucraina ha disputato 31 partite segnando un gol nei sedicesimi di finale di Coppa d'Ucraina 2012-2013 contro lo Šachtar (sconfitta per 4-1).

#### Bursaspor
Dopo la decisione della Dinamo Kiev di non riscattare il calciatore, Taiwo è tornato al Milan, che il 5 luglio 2013 lo ha ceduto a titolo definitivo ai turchi del Bursaspor; il nigeriano ha firmato un contratto triennale fino al 30 giugno 2016. Ha esordito con la squadra turca il 1º agosto seguente nella partita di andata del terzo turno preliminare dell'Europa League 2013-2014 contro il Vojvodina realizzando il gol del definitivo 2-2 nei minuti finali della gara. Il 28 aprile 2015 ha rescisso il contratto che lo legava alla squadra turca.

#### In giro per l'Europa
Il 30 gennaio 2017 ha firmato un contratto di sei mesi con gli svizzeri del Losanna. Nell'agosto 2017 Taiwo è approdato in Svezia all'Eskilstuna con un contratto di pochi mesi, valido fino al termine dell'anno. Al momento del suo arrivo, la squadra occupava l'ultimo posto in classifica con una sola vittoria in 18 partite giocate. L'Eskilstuna non è riuscito a evitare l'ultimo posto finale e la retrocessione nel primo campionato di Allsvenskan della breve storia del club.
Nel 2018 si è accordato con i finlandesi del RoPS, in cui ha militato per due anni in Veikkausliiga. Nel luglio 2020 ha firmato per i ciprioti del Doxa Katōkopias senza mai tuttavia scendere in campo.

#### L'esperienza negli Stati Uniti
Il 20 ottobre 2020 firma un contratto con il Palm Beach Stars, club statunitense della United Premier Soccer League.

#### Il ritorno in Finlandia e il ritiro
Il 7 dicembre 2021 torna nel paese scandinavo firmando per il SalPa, club militante nella terza divisione del campionato finlandese. Tuttavia, in 6 mesi di permanenza riuscirà a totalizzare solamente 6 presenze.
Il 1º giugno 2022, si ritira ufficialmente dal calcio giocato.

### Nazionale
Taiwo ha fatto parte della nazionale nigeriana Under-20 che ha partecipato al Mondiale 2005 nei Paesi Bassi. Durante la competizione ha disputato tutte e 6 le partite della Nigeria e ha segnato due gol decisivi negli ottavi di finale contro l'Ucraina (1-0) e in semifinale contro il Marocco (prima rete del 3-0 finale), che hanno permesso alla sua nazionale di raggiungere la finale, persa per 2-1 contro l'Argentina. È stato votato come terzo miglior giocatore del torneo, dietro al connazionale Mikel John Obi, Silver Ball, e a Lionel Messi, Golden Ball.
Ha esordito nella nazionale maggiore nigeriana il 17 novembre 2004 in una partita amichevole a Johannesburg contro il Sudafrica.
Nel gennaio 2006 ha partecipato alla Coppa d'Africa in Egitto, dove il 23 gennaio 2006 ha segnato la prima rete con la maglia della nazionale nigeriana contro il Ghana nella prima partita della fase a gironi, vinta per 1-0. Nel corso della manifestazione, conclusa al 3º posto, ha disputato 6 partite.
Nel 2008 ha preso parte anche alla Coppa d'Africa 2008 in Ghana, giocando 4 partite fino all'eliminazione ai quarti di finale da parte dei padroni di casa, ed è stato convocato dal CT Samson Siasia per le Olimpiadi a Pechino. Tuttavia Taiwo non vi ha preso parte poiché l'Olympique Marsiglia gli ha negato il permesso di partecipare alla competizione, che si sarebbe svolta contemporaneamente alle prime giornate della Ligue 1 2008-2009. La Federazione calcistica della Nigeria, non riuscendo a trovare un accordo con il club francese, ha così deciso di non convocarlo ed è stato sostituito da Oladapo Olufemi.
Nel 2010 ha preso parte alla Coppa d'Africa in Angola, dove è sceso in campo nella prima partita della fase a gironi contro l'Egitto e nella finale per il 3º e 4º posto, vinta contro l'Algeria, e ha partecipato al Mondiale in Sudafrica, dove la Nigeria è stata eliminata al primo turno. Taiwo ha giocato le prime due partite dei nigeriani contro Argentina (sconfitta per 1-0) e Grecia (sconfitta per 2-1).

## Statistiche

### Presenze e reti nei club
Statistiche aggiornate al 19 novembre 2020.
| Stagione            | Squadra              | Campionato          | Campionato | Campionato | Coppe nazionali | Coppe nazionali | Coppe nazionali | Coppe continentali | Coppe continentali | Coppe continentali | Altre coppe | Altre coppe | Altre coppe | Totale | Totale |
| Stagione            | Squadra              | Comp                | Pres       | Reti       | Comp            | Pres            | Reti            | Comp               | Pres               | Reti               | Comp        | Pres        | Reti        | Pres   | Reti   |
| ------------------- | -------------------- | ------------------- | ---------- | ---------- | --------------- | --------------- | --------------- | ------------------ | ------------------ | ------------------ | ----------- | ----------- | ----------- | ------ | ------ |
| 2003                | Gabros International | NPL                 | 11         | 1          | -               | -               | -               | -                  | -                  | -                  | -           | -           | -           | 11     | 1      |
| 2004                | Lobi Stars           | NPL                 | 27         | 8          | -               | -               | -               | -                  | -                  | -                  | -           | -           | -           | 27     | 8      |
| gen.-giu. 2005      | O. Marsiglia 2       | CFA                 | 5          | 0          | -               | -               | -               | -                  | -                  | -                  | -           | -           | -           | 5      | 0      |
| gen.-giu. 2005      | O. Marsiglia         | L1                  | 4          | 0          | -               | -               | -               | -                  | -                  | -                  | -           | -           | -           | 4      | 0      |
| 2005-2006           | O. Marsiglia         | L1                  | 30         | 1          | CF+CdL          | 1+4             | 0+1             | Int+CU             | 6+9                | 1+1                | -           | -           | -           | 50     | 4      |
| 2006-2007           | O. Marsiglia         | L1                  | 37         | 3          | CF+CdL          | 6+0             | 0               | Int+CU             | 2+2                | 0+1                | -           | -           | -           | 47     | 4      |
| 2007-2008           | O. Marsiglia         | L1                  | 28         | 3          | CF+CdL          | 1+1             | 0               | UCL+CU             | 6+4                | 1+1                | -           | -           | -           | 40     | 5      |
| 2008-2009           | O. Marsiglia         | L1                  | 35         | 3          | CF+CdL          | 2+1             | 1+0             | UCL+CU             | 8+6                | 0                  | -           | -           | -           | 52     | 4      |
| 2009-2010           | O. Marsiglia         | L1                  | 27         | 3          | CF+CdL          | 1+1             | 0               | UCL+UEL            | 4+4                | 0                  | -           | -           | -           | 37     | 3      |
| 2010-2011           | O. Marsiglia         | L1                  | 30         | 4          | CF+CdL          | 1+4             | 0+1             | UCL                | 5                  | 0                  | SF          | 1           | 0           | 41     | 5      |
| Totale O. Marsiglia | Totale O. Marsiglia  | Totale O. Marsiglia | 191        | 17         |                 | 23              | 3               |                    | 56                 | 5                  |             | 1           | 0           | 271    | 25     |
| 2011-gen. 2012      | Milan                | A                   | 4          | 0          | CI              | 0               | 0               | UCL                | 4                  | 0                  | SI          | 0           | 0           | 8      | 0      |
| gen.-giu. 2012      | Queens Park Rangers  | PL                  | 15         | 1          | FAC             | 0               | 0               | -                  | -                  | -                  | -           | -           | -           | 15     | 1      |
| 2012-2013           | Dinamo Kiev          | PL                  | 20         | 0          | CU              | 1               | 1               | UCL+UEL            | 8+2                | 0                  | -           | -           | -           | 31     | 1      |
| 2013-2014           | Bursaspor            | SL                  | 27         | 2          | CT              | 8               | 0               | UEL                | 2                  | 1                  | -           | -           | -           | 37     | 3      |
| 2015                | HJK                  | VL                  | 11         | 0          | -               | -               | -               | -                  | -                  | -                  | -           | -           | -           | 11     | 0      |
| 2016                | HJK                  | VL                  | 21         | 6          | CF+CdL          | 4+5             | 0+2             | UEL                | 4                  | 1                  | -           | -           | -           | 34     | 9      |
| Totale HJK          | Totale HJK           | Totale HJK          | 32         | 6          |                 | 9               | 2               |                    | 4                  | 1                  |             | -           | -           | 45     | 9      |
| gen.-ago. 2017      | Losanna              | SL                  | 13         | 0          | CS              | 0               | 0               | -                  | -                  | -                  | -           | -           | -           | 13     | 0      |
| ago.-dic. 2017      | AFC Eskilstuna       | A                   | 9          | 0          | CS              | -               | -               | -                  | -                  | -                  | -           | -           | -           | 9      | 0      |
| mar.-giu. 2018      | RoPS                 | VL                  | 32         | 1          | CF              | 0               | 0               | -                  | -                  | -                  | -           | -           | -           | 32     | 1      |
| 2018-2019           | RoPS                 | VL                  | 27         | 1          | CF              | 2               | 0               | -                  | -                  | -                  | -           | -           | -           | 29     | 1      |
| Totale RoPS         | Totale RoPS          | Totale RoPS         | 59         | 2          |                 | 2               | 0               |                    | -                  | -                  |             | -           | -           | 59     | 2      |
| lug.-ott. 2020      | Doxa Katōkopias      | AK                  | 0          | 0          | CC              | 0               | 0               | -                  | -                  | -                  | -           | -           | -           | 0      | 0      |
| 2020                | Palm Beach Stars     | PDL                 | 0          | 0          | -               | -               | -               | -                  | -                  | -                  | -           | -           | -           | 0      | 0      |
| 2021-2022           | Sant'Angelo          | Ecc.                | 0          | 0          | -               | -               | -               | -                  | -                  | -                  | -           | -           | -           | 0      | 0      |
| Totale carriera     | Totale carriera      | Totale carriera     | 391        | 37         |                 | 43              | 6               |                    | 76                 | 7                  |             | 1           | 0           | 511    | 50     |

### Cronologia presenze e reti in Nazionale
| Cronologia completa delle presenze e delle reti in nazionale ― Nigeria | Cronologia completa delle presenze e delle reti in nazionale ― Nigeria | Cronologia completa delle presenze e delle reti in nazionale ― Nigeria | Cronologia completa delle presenze e delle reti in nazionale ― Nigeria | Cronologia completa delle presenze e delle reti in nazionale ― Nigeria | Cronologia completa delle presenze e delle reti in nazionale ― Nigeria | Cronologia completa delle presenze e delle reti in nazionale ― Nigeria | Cronologia completa delle presenze e delle reti in nazionale ― Nigeria |
| Data                                                                   | Città                                                                  | In casa                                                                | Risultato                                                              | Ospiti                                                                 | Competizione                                                           | Reti                                                                   | Note                                                                   |
| ---------------------------------------------------------------------- | ---------------------------------------------------------------------- | ---------------------------------------------------------------------- | ---------------------------------------------------------------------- | ---------------------------------------------------------------------- | ---------------------------------------------------------------------- | ---------------------------------------------------------------------- | ---------------------------------------------------------------------- |
| 17-11-2004                                                             | Johannesburg                                                           | Sudafrica                                                              | 2 – 1                                                                  | Nigeria                                                                | Amichevole                                                             | -                                                                      |                                                                        |
| 4-9-2005                                                               | Orano                                                                  | Algeria                                                                | 2 – 5                                                                  | Nigeria                                                                | Qual. Mondiali 2006                                                    | -                                                                      |                                                                        |
| 8-10-2005                                                              | Abuja                                                                  | Nigeria                                                                | 5 – 1                                                                  | Zimbabwe                                                               | Qual. Mondiali 2006                                                    | -                                                                      |                                                                        |
| 23-1-2006                                                              | Porto Said                                                             | Nigeria                                                                | 1 – 0                                                                  | Ghana                                                                  | Coppa d'Africa 2006 - 1º turno                                         | 1                                                                      |                                                                        |
| 27-1-2006                                                              | Porto Said                                                             | Nigeria                                                                | 2 – 0                                                                  | Zimbabwe                                                               | Coppa d'Africa 2006 - 1º turno                                         | -                                                                      |                                                                        |
| 31-1-2006                                                              | Porto Said                                                             | Nigeria                                                                | 2 – 1                                                                  | Senegal                                                                | Coppa d'Africa 2006 - 1º turno                                         | -                                                                      |                                                                        |
| 4-2-2006                                                               | Porto Said                                                             | Nigeria                                                                | 1 – 1 dts (6 – 5 dtr)                                                  | Tunisia                                                                | Coppa d'Africa 2006 - Quarti di finale                                 | -                                                                      |                                                                        |
| 7-2-2006                                                               | Alessandria d'Egitto                                                   | Nigeria                                                                | 0 – 1                                                                  | Costa d'Avorio                                                         | Coppa d'Africa 2006 - Semifinale                                       | -                                                                      |                                                                        |
| 9-2-2006                                                               | Il Cairo                                                               | Nigeria                                                                | 1 – 0                                                                  | Senegal                                                                | Coppa d'Africa 2006 - Finale 3º posto                                  | -                                                                      | 3º posto                                                               |
| 2-9-2006                                                               | Abuja                                                                  | Nigeria                                                                | 2 – 0                                                                  | Niger                                                                  | Qual. Coppa d'Africa 2008                                              | -                                                                      |                                                                        |
| 8-10-2006                                                              | Maseru                                                                 | Lesotho                                                                | 0 – 1                                                                  | Nigeria                                                                | Qual. Coppa d'Africa 2008                                              | -                                                                      |                                                                        |
| 6-2-2007                                                               | Londra                                                                 | Nigeria                                                                | 1 – 4                                                                  | Ghana                                                                  | Amichevole                                                             | 1                                                                      |                                                                        |
| 24-3-2007                                                              | Abeokuta                                                               | Nigeria                                                                | 1 – 0                                                                  | Uganda                                                                 | Qual. Coppa d'Africa 2008                                              | -                                                                      |                                                                        |
| 2-6-2007                                                               | Kampala                                                                | Uganda                                                                 | 2 – 1                                                                  | Nigeria                                                                | Qual. Coppa d'Africa 2008                                              | -                                                                      |                                                                        |
| 17-6-2007                                                              | Niamey                                                                 | Niger                                                                  | 1 – 3                                                                  | Nigeria                                                                | Qual. Coppa d'Africa 2008                                              | 1                                                                      |                                                                        |
| 22-8-2007                                                              | Skopje                                                                 | Macedonia                                                              | 0 – 0                                                                  | Nigeria                                                                | Amichevole                                                             | -                                                                      |                                                                        |
| 8-9-2007                                                               | Warri                                                                  | Nigeria                                                                | 2 – 0                                                                  | Lesotho                                                                | Qual. Coppa d'Africa 2008                                              | -                                                                      |                                                                        |
| 14-10-2007                                                             | Juárez                                                                 | Messico                                                                | 2 – 2                                                                  | Nigeria                                                                | Amichevole                                                             | -                                                                      |                                                                        |
| 17-11-2007                                                             | Londra                                                                 | Australia                                                              | 1 – 0                                                                  | Nigeria                                                                | Amichevole                                                             | -                                                                      |                                                                        |
| 20-11-2007                                                             | Zurigo                                                                 | Svizzera                                                               | 0 – 1                                                                  | Nigeria                                                                | Amichevole                                                             | 1                                                                      |                                                                        |
| 21-1-2008                                                              | Sekondi-Takoradi                                                       | Nigeria                                                                | 0 – 1                                                                  | Costa d'Avorio                                                         | Coppa d'Africa 2008 - 1º turno                                         | -                                                                      |                                                                        |
| 25-1-2008                                                              | Sekondi-Takoradi                                                       | Nigeria                                                                | 0 – 0                                                                  | Mali                                                                   | Coppa d'Africa 2008 - 1º turno                                         | -                                                                      |                                                                        |
| 29-1-2008                                                              | Sekondi-Takoradi                                                       | Nigeria                                                                | 2 – 0                                                                  | Benin                                                                  | Coppa d'Africa 2008 - 1º turno                                         | -                                                                      |                                                                        |
| 3-2-2008                                                               | Accra                                                                  | Ghana                                                                  | 2 – 1                                                                  | Nigeria                                                                | Coppa d'Africa 2008 - Quarti di finale                                 | -                                                                      |                                                                        |
| 27-5-2008                                                              | Graz                                                                   | Austria                                                                | 1 – 1                                                                  | Nigeria                                                                | Amichevole                                                             | -                                                                      |                                                                        |
| 1-6-2008                                                               | Abuja                                                                  | Nigeria                                                                | 2 – 0                                                                  | Sudafrica                                                              | Qual. Mondiali 2010                                                    | -                                                                      |                                                                        |
| 7-6-2008                                                               | Freetown                                                               | Sierra Leone                                                           | 0 – 1                                                                  | Nigeria                                                                | Qual. Mondiali 2010                                                    | -                                                                      |                                                                        |
| 15-6-2008                                                              | Malabo                                                                 | Guinea Equatoriale                                                     | 0 – 1                                                                  | Nigeria                                                                | Qual. Mondiali 2010                                                    | -                                                                      |                                                                        |
| 21-6-2008                                                              | Abuja                                                                  | Nigeria                                                                | 2 – 0                                                                  | Guinea Equatoriale                                                     | Qual. Mondiali 2010                                                    | -                                                                      |                                                                        |
| 6-9-2008                                                               | Port Elizabeth                                                         | Sudafrica                                                              | 0 – 1                                                                  | Nigeria                                                                | Qual. Mondiali 2010                                                    | -                                                                      |                                                                        |
| 11-10-2008                                                             | Abuja                                                                  | Nigeria                                                                | 4 – 1                                                                  | Sierra Leone                                                           | Qual. Mondiali 2010                                                    | -                                                                      |                                                                        |
| 19-11-2008                                                             | Bogotà                                                                 | Colombia                                                               | 1 – 0                                                                  | Nigeria                                                                | Amichevole                                                             | -                                                                      |                                                                        |
| 11-2-2009                                                              | Londra                                                                 | Nigeria                                                                | 0 – 0                                                                  | Giamaica                                                               | Amichevole                                                             | -                                                                      |                                                                        |
| 29-3-2009                                                              | Maputo                                                                 | Mozambico                                                              | 0 – 0                                                                  | Nigeria                                                                | Qual. Mondiali 2010                                                    | -                                                                      |                                                                        |
| 26-6-2009                                                              | Radès                                                                  | Tunisia                                                                | 0 – 0                                                                  | Nigeria                                                                | Qual. Mondiali 2010                                                    | -                                                                      |                                                                        |
| 6-9-2009                                                               | Abuja                                                                  | Nigeria                                                                | 2 – 2                                                                  | Tunisia                                                                | Qual. Mondiali 2010                                                    | -                                                                      |                                                                        |
| 12-1-2010                                                              | Benguela                                                               | Egitto                                                                 | 3 – 1                                                                  | Nigeria                                                                | Coppa d'Africa 2010 - 1º turno                                         | -                                                                      |                                                                        |
| 30-1-2010                                                              | Benguela                                                               | Nigeria                                                                | 1 – 0                                                                  | Algeria                                                                | Coppa d'Africa 2010 - Finale 3º posto                                  | -                                                                      | 3º posto                                                               |
| 3-3-2010                                                               | Abuja                                                                  | Nigeria                                                                | 5 – 2                                                                  | RD del Congo                                                           | Amichevole                                                             | -                                                                      |                                                                        |
| 30-5-2010                                                              | Milton Keynes                                                          | Nigeria                                                                | 1 – 1                                                                  | Colombia                                                               | Amichevole                                                             | -                                                                      |                                                                        |
| 6-6-2010                                                               | Johannesburg                                                           | Nigeria                                                                | 3 – 1                                                                  | Corea del Nord                                                         | Amichevole                                                             | -                                                                      |                                                                        |
| 12-6-2010                                                              | Johannesburg                                                           | Argentina                                                              | 1 – 0                                                                  | Nigeria                                                                | Mondiali 2010 - 1º turno                                               | -                                                                      |                                                                        |
| 17-6-2010                                                              | Bloemfontein                                                           | Grecia                                                                 | 2 – 1                                                                  | Nigeria                                                                | Mondiali 2010 - 1º turno                                               | -                                                                      |                                                                        |
| 10-10-2010                                                             | Conakry                                                                | Guinea                                                                 | 1 – 0                                                                  | Nigeria                                                                | Qual. Coppa d'Africa 2012                                              | -                                                                      |                                                                        |
| 9-2-2011                                                               | Lagos                                                                  | Nigeria                                                                | 2 – 1                                                                  | Sierra Leone                                                           | Amichevole                                                             | 1                                                                      |                                                                        |
| 27-3-2011                                                              | Abuja                                                                  | Nigeria                                                                | 4 – 0                                                                  | Etiopia                                                                | Qual. Coppa d'Africa 2012                                              | -                                                                      |                                                                        |
| 29-3-2011                                                              | Abuja                                                                  | Nigeria                                                                | 3 – 0                                                                  | Kenya                                                                  | Amichevole                                                             | -                                                                      |                                                                        |
| 1-6-2011                                                               | Abuja                                                                  | Nigeria                                                                | 4 – 1                                                                  | Argentina                                                              | Amichevole                                                             | -                                                                      |                                                                        |
| 5-6-2011                                                               | Addis Abeba                                                            | Etiopia                                                                | 2 – 2                                                                  | Nigeria                                                                | Qual. Coppa d'Africa 2012                                              | -                                                                      |                                                                        |
| 8-10-2011                                                              | Abuja                                                                  | Nigeria                                                                | 2 – 2                                                                  | Guinea                                                                 | Qual. Coppa d'Africa 2012                                              | -                                                                      |                                                                        |
| 11-10-2011                                                             | Watford                                                                | Ghana                                                                  | 0 – 0                                                                  | Nigeria                                                                | Amichevole                                                             | -                                                                      |                                                                        |
| 12-11-2011                                                             | Benin City                                                             | Nigeria                                                                | 0 – 0                                                                  | Botswana                                                               | Amichevole                                                             | -                                                                      |                                                                        |
| 15-11-2011                                                             | Kaduna                                                                 | Nigeria                                                                | 2 – 0                                                                  | Zambia                                                                 | Amichevole                                                             | -                                                                      |                                                                        |
| 29-2-2012                                                              | Kigali                                                                 | Ruanda                                                                 | 0 – 0                                                                  | Nigeria                                                                | Qual. Coppa d'Africa 2013                                              | -                                                                      |                                                                        |
| Totale                                                                 |                                                                        | Presenze                                                               | 54                                                                     |                                                                        | Reti                                                                   | 5                                                                      |                                                                        |

## Palmarès

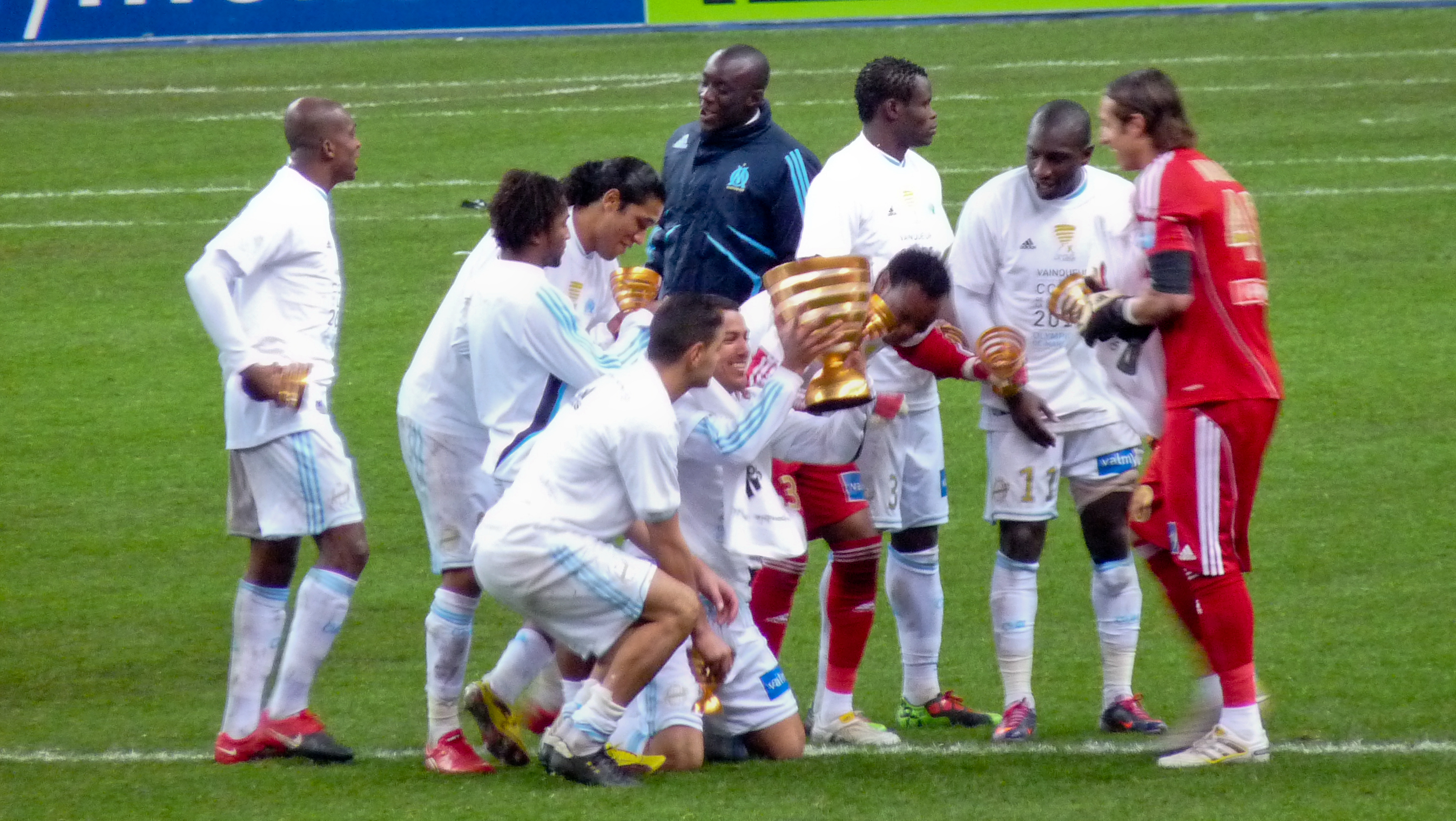
Taiwo (terzo da destra) festeggia con i compagni la vittoria della Coppa di Lega francese 2009-2010

### Club

#### Competizioni nazionali
- Coppa di Lega francese: 2

Olympique Marsiglia: 2009-2010, 2010-2011
- Campionato francese: 1

Olympique Marsiglia: 2009-2010
- Supercoppa francese: 1

Olympique Marsiglia: 2010
- Supercoppa italiana: 1

Milan: 2011

#### Competizioni internazionali
- Coppa Intertoto UEFA: 1

Olympique Marsiglia: 2005

### Individuale
- CAF African Young Player of Year: 1

2006
- Squadra dell'anno della Ligue 1: 2

2007-2008, 2008-2009
- CAF Africa's Finest XI: 1

2011